# Lista siturilor arheologice din județul Prahova - D
Lista siturilor arheologice din județul Prahova - D conține toate siturile arheologice din județul Prahova înscrise în Repertoriul Arheologic Național (RAN) și aflate în localități al căror nume începe cu litera D. RAN este administrat de Ministerul Culturii și Patrimoniului Național și cuprinde date științifice, cartografice, topografice, imagini și planuri, precum și orice alte informații privitoare la zonele cu potențial arheologic, studiate sau nu, încă existente sau dispărute.
Puteți căuta un sit din localitățile care încep cu litera D folosind formularul de mai jos sau puteți naviga prin toate siturile din județ la Lista siturilor arheologice din județul Prahova.
| Cod RAN                                | Denumire | Localitate                        | Adresă      | Datare               | Descoperit | Coordonate                                    | Imagine           | Erori            |
| -------------------------------------- | --- | --------------------------------- | ----------- | -------------------- | ---------- | --------------------------------------------- | ----------------- | ---------------- |
| 132903.01.01 (Cod LMI: PH-I-s-B-16174) | Castrul roman de la Drajna de Sus - La Grădiște / ansamblu anonim (Categorie: locuire militară) (Tip: Castru)        | sat Drajna de Sus, comuna Drajna  | La Grădiște | sec. II              |            | 45°15′25″N 26°04′28″E / 45.25694°N 26.07444°E | Încărcați imagine | Raportați eroare |
| 133027.01.01 (Cod LMI: PH-I-s-B-16173) | Așezara postromană de la Drăgănești - "Drăgăneasca" / ansamblu anonim (Categorie: locuire civilă) (Tip: Așezare)     | sat Drăgănești, comuna Drăgănești | Drăgăneasca |                      |            | 44°49′19″N 26°16′47″E / 44.82187°N 26.27965°E | Încărcați imagine | Raportați eroare |
| 133642.01.01                           | Chiliile rupestre medievale de la Dobrota - La chilii / ansamblu anonim (Categorie: construcție cult) (Tip: așezare) | sat Dobrota, comuna Gornet-Cricov | La Chilii   |                      |            |                                               | Încărcați imagine | Raportați eroare |
| 133642.02.01                           | Așezarea din epoca migrațiilor de la Dobrota-La Țapu' / ansamblu anonim (Categorie: locuire) (Tip: așezare)          | sat Dobrota, comuna Gornet-Cricov | La Țapu'    | Cireșanu sec. IV - V |            |                                               | Încărcați imagine | Raportați eroare |